# 紫禁城 華の嵐
『紫禁城 華の嵐』（しきんじょう はなのあらし、原題：金枝慾孽）は、2004年製作の香港のテレビドラマ。全30話。

## 概要
香港で平均視聴率32%、最高視聴率41%を記録した、清朝・嘉慶帝時代を描いた宮廷ドラマ。

## あらすじ
清の嘉慶15年（1810年）、3年に一度の秀女選抜が間近に迫っていた。皇帝顒琰の寵妃・如玥でさえも油断はできなかった。彼女にとって脅威となったのは、貴族の娘である玉瑩と内務府の宦官の養女・爾淳だけでなく、長年仕える宮女・安茜の存在もあった。
しかし、如玥にとって永遠の天敵はやはり皇后鈕祜禄氏であった。
この4人の女性たちは、皇帝の寵愛を得るために、表では争い、裏では駆け引きを重ね、ときに敵、ときに味方という複雑な関係を築いていく。
彼女たちはまた、御医・孫白颺や宮中の護衛・孔武と、愛し合い、また理解し合いながら、その関係は日々変化していくのだった。

## スタッフ
- 製作：チッ・ゲイイー（戚其義）
- 衣装：リョン・ワイケイ
- 美術：ウォン・シウチョン（黄兆祥）
- 脚本：ラウ・シウクァン（劉小群）
- 監督・脚本：ライ・パクギン（黎栢堅）
- OP＆ED曲：ボウイ・ラム

## 登場人物・配役
- 安茜（オンシン）：マギー・チョン（中国語版）
- 爾淳（イーソン）：カーメイン・シェー
- 玉瑩（ヨッイン）：ジジ・ライ（中国語版）
- 如妃（ユーフェイ）：シェレン・タン（中国語版）
- 孫白颺（シュン・バッヨン）：ボウイ・ラム
- 孔武（ホン・モウ）：モーゼス・チャン
- 福貴人（フォッグァイヤン）：ジェイド・リョン
- 徐公公（チョイ・コンコン）：ロー・ホイパン
- 小禄子（シウロッジ）：ケニー・ウォン
- 嘉慶帝：ユー・ヨン
- 皇后：ジュディ・チェン